# Mimosa wootonii
Mimosa wootonii är en ärtväxtart som beskrevs av Paul Carpenter Standley. Mimosa wootonii ingår i släktet mimosor, och familjen ärtväxter. Inga underarter finns listade i Catalogue of Life.